# SMS Wiesbaden
O SMS Wiesbaden foi um cruzador rápido operado pela Marinha Imperial Alemã e a primeira embarcação da Classe Wiesbaden, seguido pelo SMS Frankfurt. Sua construção começou em novembro de 1913 nos estaleiros da AG Vulcan Stettin e foi lançado ao mar em janeiro de 1915, sendo comissionado na frota alemã em agosto do mesmo ano. Era armado com uma bateria principal composta por oito canhões de 149 milímetros instalados em montagens únicas, tinha um deslocamento carregado de mais de seis mil toneladas e alcançava uma velocidade máxima de 27 nós.
O Wiesbaden entrou em serviço no meio da Primeira Guerra Mundial e participou de apenas duas ações, um confronto contra uma esquadra britânica em abril de 1916 e depois a Batalha da Jutlândia entre 31 de maio e 1º de junho. Nesta, foi seriamente danificado por disparos do cruzador de batalha HMS Invincible, ficando imobilizado no meio das duas frotas. O navio acabou se tornando o epicentro de um confronto ferrenho, com os disparos britânicos impedindo que sua tripulação fosse evacuada. O Wiesbaden permaneceu flutuando até naufragar durante a madrugada de 1º de junho.

## Características
O projeto da Classe Wiesbaden foi muito baseado na predecessora Classe Graudenz, com as limitações orçamentárias impostas pela necessidade de aprovar a Lei Naval de 1912 deixando de serem um fator. Isto permitiu que a equipe de projetistas adotasse um novo e mais poderoso canhão de 149 milímetros para a bateria principal, algo que a Marinha Imperial Alemã desejava fazer já havia algum tempo. Esta decisão de aumentar o tamanho das armas veio principalmente de relatos que novos cruzadores rápidos britânicos teriam um cinturão de blindagem completo.
O Wiesbaden tinha 145,3 metros de comprimento de fora a fora, uma boca de 13,9 metros e um calado de 5,76 metros à vante. Seu deslocamento carregado era de 6 601 toneladas. Seu sistema de propulsão era composto por dez caldeiras Marine a carvão e duas caldeiras a óleo combustível que alimentavam dois conjuntos de turbinas a vapor Marine, cada uma girando uma hélice de 3,5 metros de diâmetro. A potência indicada era de 31,3 mil cavalos-vapor (23 mil aquilowatts) para uma velocidade máxima de 27,5 nós (50,9 quilômetros por hora). Podia carregar até 1 280 toneladas de carvão mais 470 toneladas de óleo combustível, o que proporcionava uma autonomia de 4,8 mil milhas náuticas a uma velocidade de doze nós (22 quilômetros por hora). Sua tripulação era formada por dezessete oficiais e 457 marinheiros.
Seu armamento principal era composto por oito canhões SK calibre 45 de 149 milímetros instalados em montagens pedestais únicas. Duas ficavam lado a lado no castelo de proa, quatro ficavam à meia-nau duas de cada lado e as outras duas ficavam sobrepostas à ré. O armamento antiaéreo inicialmente consistia de quatro canhões SK calibre 55 de 52 milímetros, mas foram substituídos por dois canhões SK calibre 45 de 88 milímetros. Também era equipado com quatro tubos de torpedo de quinhentos milímetros, dois submersos no casco nas laterais e dois no convés à meia-nau. Também podia carregar 120 minas navais. Seu cinturão principal de blindagem tinha sessenta milímetros de espessura à meia-nau, mesma espessura do convés blindado, enquanto a torre de comando era protegida por cem milímetros.

## Carreira
O Wiesbaden foi encomendado sob o nome provisório de Ersatz Gefion, um substituto para o antigo cruzador desprotegido SMS Gefion. Seu batimento de quilha ocorreu em 10 de novembro de 1913 na AG Vulcan em Estetino e foi lançado ao mar em 20 de janeiro de 1915. Seus testes marítimos foram realizados às pressas e o navio comissionado na Frota de Alto-Mar em 23 de agosto do mesmo ano. Seu único oficial comandante foi o capitão de mar Fritz Reiss. Realizou seus testes de velocidade nas águas rasas do Pequeno Belt, durante os quais alcançou uma velocidade máxima de 27,4 nós (50,7 quilômetros por hora), porém isto equivaleria em 29 nós (54 quilômetros por hora) em águas profundas. Seus testes foram finalizados em 23 de outubro e o cruzador designado para integrar o II Grupo de Reconhecimento, parte das forças de reconhecimento da Frota de Alto-Mar. Em seguida foi para o Mar Báltico realizar treinamentos individuais até 1º de dezembro para acostumar sua tripulação com operações de combate.
O Wiesbaden, depois de se juntar ao II Grupo de Reconhecimento, fez uma varredura pelos estreitos de Skagerrak e Kattegat entre os dias 16 e 18 de dezembro junto com os outros cruzadores de sua unidade. Os três meses seguintes transcorreram sem incidentes, com o navio indo para o mar de novo em 5 de março de 1916 para uma patrulha no Mar do Norte que terminou tranquilamente no dia seguinte. Outra varredura pelo Mar do Norte ocorreu entre os dias 25 e 26, novamente sem encontrar embarcações britânicas. O II Grupo de Reconhecimento fez uma surtida em 31 de março em resposta a um pedido de socorro do zepelim LZ 45, mas este conseguiu voltar para a Alemanha em segurança, permitindo que os navios voltassem para o porto em 1º de abril. A formação fez outra varredura pelo Mar do Norte em direção do Recife de Horns de 21 a 22 de abril.
Dois dias depois o cruzador participou de um bombardeio das cidades britânicas de Yarmouth e Lowestoft. Os cruzadores rápidos SMS Elbing e SMS Rostock, enquanto aproximavam-se de Lowestoft, avistaram às 4h50min de 25 de abril uma esquadra britânica de três cruzadores rápidos e dezoito contratorpedeiros vindo em direção da formação alemã a partir do sul. O contra-almirante Friedrich Boedicker, o comandante alemão, inicialmente ordenou que os cruzadores de batalha continuassem com o bombardeio, enquanto o Wiesbaden e outros cinco cruzadores rápidos enfrentassem os britânicos. As duas forças batalharam a partir das 5h30min, disparando a maior parte do tempo à distância. Os cruzadores de batalha chegaram às 5h17min, fazendo os britânicos recuarem em alta velocidade. Um cruzador rápido e um contratorpedeiro inimigo foram danificados antes de Boedicker encerrar a ação depois de receber relatos de submarinos na área. O Wiesbaden procurou pelo zepelim LZ 59 em 3 de maio, mas não o encontrou.

### Jutlândia

Movimentos britânicos (azul) e alemães (vermelho) na Batalha da Jutlândia

A próxima grande operação da frota alemã foi em 31 de maio com uma surtida da Frota de Alto-Mar, incluindo o Wiesbaden e o resto do II Grupo de Reconhecimento. Esta operação resultou na Batalha da Jutlândia naquele dia e no dia seguinte. Seu irmão SMS Frankfurt serviu de capitânia para Boedicker. A unidade escoltou os cruzadores de batalha do I Grupo de Reconhecimento, comandados pelo vice-almirante Franz Hipper. O Wiesbaden, no início da batalha, estava navegando à estibordo da frota no lado oposto quando os primeiros navios britânicos foram enfrentados pelos cruzadores rápidos Frankfurt, Elbing e SMS Pillau.
O II Grupo de Reconhecimento encontrou por volta das 18h30min o cruzador rápido britânico HMS Chester, abrindo fogo e acertando o inimigo várias vezes. Os dois lados cessaram fogo ao mesmo tempo que a 3ª Esquadra de Cruzadores de Batalha britânica interveio. A capitânia HMS Invincible acertou o Wiesbaden na sala de máquinas, imobilizando o navio. O contra-almirante Paul Behncke, comandante da III Esquadra de Batalha, ordenou que seus couraçados dessem cobertura para o cruzador. Simultaneamente, a 3ª e 4ª Esquadra de Cruzadores Rápidos tentaram um ataque de torpedos contra a linha de batalha alemã, alvejando o Wiesbaden várias vezes enquanto avançavam. O contratorpedeiro HMS Onslow aproximou-se até 1,8 quilômetros do Wiesbaden e lançou um único torpedo que acertou abaixo da torre de comando. Dois cruzadores blindados britânicos foram afundados na batalha que se seguiu. O Wiesbaden lançou seus torpedos enquanto estava imobilizado, com um acertando o couraçado HMS Marlborough.
A III Flotilha de Barcos Torpedeiros tentou resgatar a tripulação do Wiesbaden pouco depois das 20h00min, mas os disparos dos britânicos os afugentou. Outra tentativa foi feita mais tarde, mas os barcos torpedeiros perderam o navio de vista e não conseguiram localizá-lo. O Wiesbaden afundou entre 1h45min e 2h45min da madrugada de 1º de junho. Houve apenas um único sobrevivente, o foguista Hugo Zenne, que foi resgatado por um navio norueguês na manhã seguinte. Dentre os 589 mortos estava o escritor Johann Kinau, mais conhecido pelo seu pseudônimo Gorch Fock, autor de poemas e obras de ficção sobre pescadores e marinheiros. Os destroços do Wiesbaden foram encontrados em 1983 pela Marinha Alemã, que recuperou as hélices. O navio está de ponta-cabeça e foi o último cruzador alemão afundado na batalha a ser encontrado.